# Portret van een jonge vrouw (Botticelli)
Portret van een jonge vrouw (Italiaans: Ritratto di giovane donna) is een schilderij van de Italiaanse renaissance-kunstschilder Sandro Botticelli, voorstellende de Florentijnse edelvrouw Simonetta Vespucci. Het portret is gemaakt tussen 1480 en 1485, tempera op populierenhout, 81,8 x 54 centimeter groot, en bevindt zich in de collectie van het Städel Museum te Frankfurt am Main.

## Simonetta Vespucci
De geportretteerde vrouw wordt verondersteld Simonetta Vespucci (1453-1476) te zijn, de vrouw van de Florentijnse edelman Marco Vespucci, lid van de invloedrijke familie Medici. Simonetta werd door tijdgenoten vaak beschreven als de ideale vrouwelijke schoonheid, mede vanwege haar melancholieke glimlach en haar 'uitstraling van genade'. Ze werd door een groot aantal renaissance-schilders geportretteerd, waaronder Piero di Cosimo en vooral ook Sandro Botticelli. Simonetta wordt verondersteld model te hebben gestaan voor een groot aantal van Botticelli's vrouwportretten, waaronder de Venus-figuur in zijn bekendste werk De Geboorte van Venus. Ook na haar dood, aan tuberculose, schilderde hij nog meermaals haar portret nog ruim zoals ook het hier besproken werk. Gesuggereerd wordt wel dat Botticelli verliefd op Simonetta zou zijn geweest, getuige zijn officiële verzoek, na zijn dood ook ingewilligd, om aan haar voeten begraven te mogen worden.
De aanname dat Simonetta Vespucci model zou hebben gestaan voor Portret van een jonge vrouw, alsook voor veel van Botticelli's andere vrouwfiguren, is onder kunsthistorici overigens niet onomstreden. Historicus Felipe Fernández-Armesto bestempelt het als 'romantische onzin'. Een belangrijk argument voor de stelling dat het in het hier besproken portret in elk geval wel om Simonetta gaat, is gelegen in het medaillon dat het model om de hals draagt. Dit medaillon kon geïdentificeerd worden als een camee van Apollo uit de collectie van Lorenzo I de' Medici, hetgeen een aanduiding is dat de afgebeelde vrouw tot zijn kringen behoorde. Niet veel vrouwen kunnen dat zegel hebben gedragen, Simonetta moet echter een van hen zijn geweest.

## Authenticiteit en originaliteit
Behalve over het afgebeelde model, is er onder kunsthistorici ook veel discussie geweest over de maker van het portret. Eeuwenlang werd gesuggereerd dat het werk mogelijk geschilderd was door Jacopo Sellaio. In 1996 wist de Duitse kunsthistoricus Rudolph Hiller von Gaertringen, die het schilderij analyseerde en restaureerde, op basis van vergelijkende materiaalstudies echter onweerlegbaar vast te stellen dat Botticelli de maker moest zijn geweest.
Een andere controverse betreft nog de originaliteit van het werk. Portret van een jonge vrouw wordt door sommige kunsthistorici op basis van vergelijkende studies wel in verband gebracht met Cosimo's Ritratto di Simonetta Vespucci, dat mogelijk als voorbeeld zou hebben gediend. Gezien het meesterschap dat Botticelli in dit werk echter aan de dag legt, wordt deze discussie voor de kunsthistorische waarde van het schilderij evenwel niet bijzonder relevant geacht.

## Afbeelding
Botticelli streefde in zijn vrouwportretten voortdurend naar het weergeven van de ideale schoonheid in de vrouw, waarbij hij vaak een passende symboliek zocht in de Griekse- of Romeinse mythologie. In dit Portret van een jonge vrouw verwijst hij duidelijk naar de figuur van de nimf, getuige de vlechten en de kralen in het haar, die als typerend voor deze halfgodinnen werden gezien. Nimffiguren brengen een associatie met sensualiteit met zich mee, hetgeen als een belangrijk kenmerk van dit portret kan worden gezien en een doel van Botticelli. Daarnaast weerspiegelt het model de typische melancholie die ook kan worden teruggevonden in veel van zijn andere werken. Er straalt een bijzondere elegantie uit van het portret.
Het model in Portret van een jonge vrouw, al dan niet Simonetta Vespucci, is als buste afgebeeld in profiel, een beetje kijkend naar rechts, een pose die algemeen gangbaar was in de Renaissance. Haar meer dan levensgrote beeltenis steekt sterk af tegen de donkere effen achtergrond en focust de aandacht volledig op haar schoonheid. Haar kleding is elegant en karakteristiek voor toenmalige Florentijnse edelvrouwen, getuige andere portretten uit die tijd.

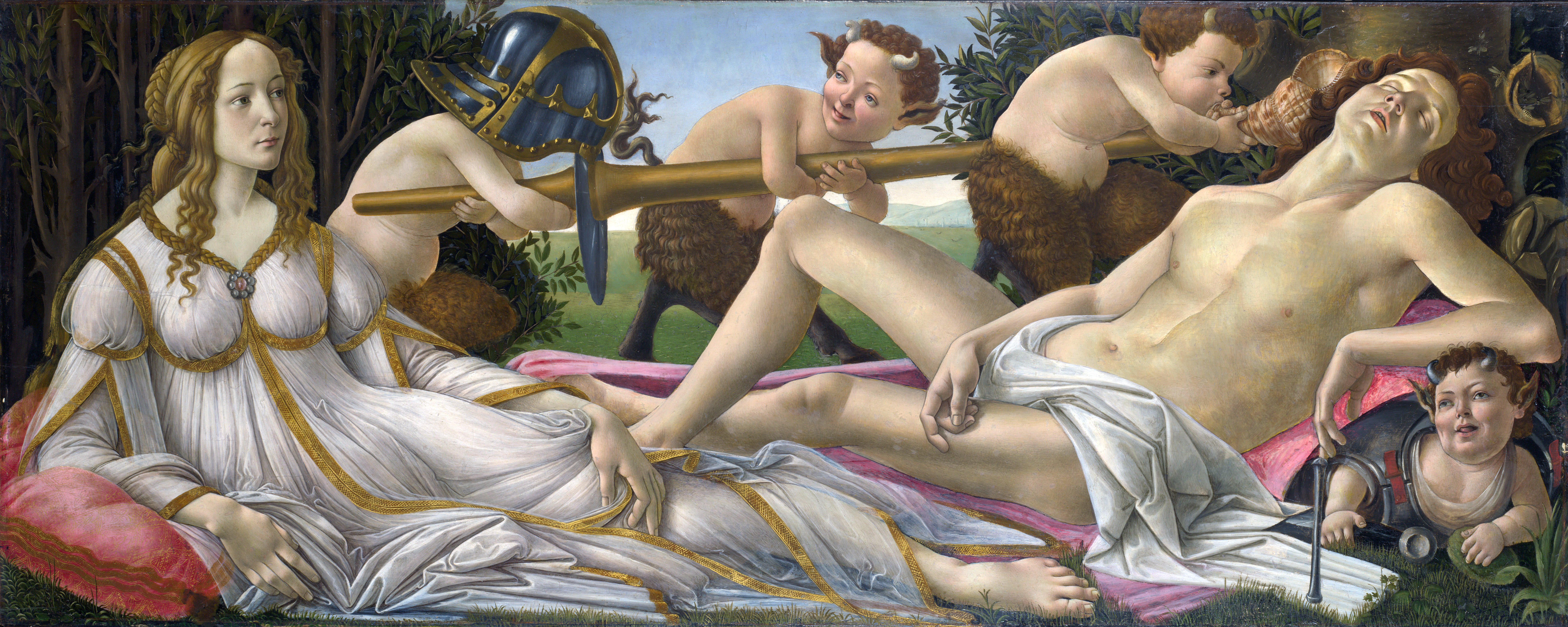
Venus en Mars, ca. 1483

Het golvende haar van het model is doorweven met veelkleurige kralen, linten en valse haarstukken. Het heeft talloze vlechten, waarvan de langste in een stijlvolle boog over haar buste valt. Boven op haar hoofd wordt het ingenieuze vlechtwerk bekroond en bijeengehouden door een met veren versierde haarklem. Door het losmaken ervan zou ook haar kleding afvallen, waarmee Botticelli de sensuele ondertoon van het portret eens te meer onderstreept.
Portret van een jonge vrouw is uitgevoerd in een zelfs voor Botticelli bijzonder verfijnde tekentechniek. Het artistieke niveau ervan doorstaat de vergelijking met veel geprezen werken als La Primavera en Venus and Mars (waarin de Venusfiguur in kleding en haardracht overigens opvallend veel overeenkomsten vertoont met die van de hier afgebeelde vrouw). Als portret wordt het werk dan ook algemeen gerekend tot de topstukken van Botticelli en daarmee van het Quattrocento.
Andere portretten van Botticelli met dezelfde titel zijn te vinden in het Uffizi te Florence en het Staatliche Museen zu Berlin.